# Raymond Mifsud
Raymond Mifsud (2 febbraio 1958) è un ex calciatore maltese, di ruolo portiere.

## Carriera

### Nazionale
Ha collezionato sette presenze con la propria Nazionale.